# 600万ドルの男
『600万ドルの男』（ろっぴゃくまんドルのおとこ、The Six Million Dollar Man）は、1973年から1978年までアメリカ合衆国のABCネットワークで放送されたテレビドラマシリーズで、3本のパイロット版と、5シーズン108話が制作された。

## 日本での放送
日本ではNET（現テレビ朝日）系列で、1974年7月20日「土曜映画劇場」でパイロット版「サイボーグ大作戦」放映、同年7月25日〜同年12月26日に『サイボーグ危機一髪』のタイトルで続きの23話が、1975年7月8日〜同年9月23日に『600万ドルの男』とタイトルを変更して残りの9話が放映された。その後、関東地区ではテレビ朝日で1978年8月27日〜同年9月24日及び1979年5月13日〜1980年1月13日に、再放送と共に26話分の新エピソードが放映された。

## 日本における放送時間
いずれもNET、テレビ朝日系列での放送。
- 毎週木曜日20:00〜20:54（1974年7月25日〜同年12月26日）
- 毎週火曜日20:00〜20:54（1975年7月8日〜同年9月23日）
- 毎週日曜日23:15〜24:05[1]（1978年8月27日〜同年9月24日）
- 毎週日曜日23:20〜24:20（1979年5月13日〜同年9月30日）
- 毎週日曜日23:50〜24:50（1979年10月21日〜1980年1月13日[2]）

系列外では、北日本放送（日本テレビ系列）が木曜 16:00 - 16:55に放送していた。

## ストーリー
元NASAの宇宙飛行士で、月に行ったこともあるスティーブ・オースティン大佐は、リフティングボディ型実験機の滑空テスト中に事故にあい、命は取り留めたものの、左目失明、右腕・両足不随となる重傷を負った。NASAのメディカルスタッフによって失われた人体を補完強化する改造手術を受けてバイオニック・マン（サイボーグ）となった彼は、その強化された力を使い、政府の秘密情報機関・OSI（Office of Scientific Intelligence―科学情報部）のエージェントとして活躍することとなった。この改造手術の費用に600万ドル（放映開始当時の日本円で約18億円）かかったというのが番組タイトルの由来である。

## オープニング
番組のオープニングでは毎回、オースティンが事故に遭遇しサイボーグに改造された経緯を紹介する映像が流れるが、この事故の映像は、実在する実験機の飛行中の事故のものである。
1967年5月10日、NASAによるM2-F2実験機の滑降飛行試験中に発生した事故で、パイロットはブルース・A・ピーターソンであった。その時の交信会話と事故映像をオープニングに使っている。ピーターソンは現実に生死の境を彷徨い、九死に一生を得たが右目を失明し、パイロットとしての復帰はできなかった。現実ではサイボーグではなく、航空エンジニアとして活躍したという。なお、劇中では実験機の名称として、同時代の別のリフティングボディ型実験機のものであるHL-10（en:Northrop HL-10）が使われたり、後のリメイク作では小説作品に合わせ架空機M3-F5としたりしている（詳細は当記事英語版を参照のこと）。
オープニングのバックで流れるテーマ曲は、「ブルースの真実」が有名なサックス奏者兼作編曲家の、オリヴァー・ネルソンの作曲。日本では近年、ジョン・グレゴリーによるカバー演奏版が「時空警察」のテーマ曲としても使用された。

## サイボーグ化された身体
- 左目：望遠20倍；赤外線の範囲まで可視可能、顕微鏡機能。右腕を特定のLSI回路に近づけると感知する機能を組込んだこともある。
- 右腕：コンクリートも砕くパンチ力が出せる
- 両足：最高時速60マイル（≒96km/h）で走れる（100m走3秒7）

本人の心臓は、右腕、両足に血液を供給する必要がないため、100km/hで走っても心拍数は平常時と変わらない。義手・義足の動力源は原子力電池。

## シリーズ化の経緯
1973年、映画「宇宙からの脱出」の原作を書いたことでも知られる作家、マーティン・ケイディンが、小説『サイボーグ ("Cyborg")』を発表。これを原作として、同年、90分枠のテレビ映画「サイボーグ大作戦 ("The Six Million Dollar Man")」が制作された。スティーブ・オースティン（リー・メジャース）が事故に合い、サイボーグ化されて、特殊任務に就くようになるまでが描かれている。スティーブの上司となるのは、OSO（Office of Strategic Operations）のオリバー・スペンサーで、「事件記者コルチャック」で主演したダーレン・マクギャヴィンが演じている。また、スティーブにサイボーグ化手術を施すルディ・ウェルズ博士役は、マーティン・バルサムだった。
「サイボーグ大作戦」が好評だったため、直ちに続編の「ミサイル大爆発! 核兵器売ります ("Wine,Women and War")」が作られた。このとき、スティーブの上司が、ケイディンの原作に登場したオスカー・ゴールドマン（リチャード・アンダーソン）に変更される一方、所属組織はOSOからOSIへと改められた。ウェルズ博士役も、アラン・オッペンハイマーに替わっている。ストーリーそのものは、マーティン・ケイディン作ではなく、テレビ用オリジナル・ストーリーだった。90分枠作品だが、日本では「サイボーグ危機一髪（600万ドルの男）」の中で、前後編に分けて放送された。
次いで、やはり90分枠の、「対決! サイボーグ国際誘拐シンジケート ("The Solid Gold Kidnapping")」が制作され（日本では同タイトルで1977年6月25日、テレビ朝日「土曜映画劇場（最終回）」で初放映。）、以上3作がパイロット版と呼ばれている。
翌1974年になって、60分枠で週1回放送のシリーズとなった。なお、原作者のマーティン・ケイディンは、テレビ・シリーズとは別個に、スティーブ・オースティンを主人公とした『サイボーグ』の続編三冊を書いている。

## シリーズの概要
「600万ドルの男」は、OSIのエージェントであるスティーブ・オースティンが、自らのバイオニック・パワーを駆使して活躍する姿を描く。その任務は多岐にわたり、敵役も他国のスパイに限らず、テロリストやマッド・サイエンティストから一般の犯罪者まで、さまざまだった。
初期の宿敵としては、人間そっくりのロボットを製造するドレンツ博士が登場した。彼はスティーブの友人のロボットを製造し、本物を拉致してすり替えを行う。しかし、スティーブは最後に正体を見破り、ロボット対サイボーグの死闘を繰り広げた。ロボットを倒されたドレンツは、今度はスティーブの能力を分析し、自分のロボットに応用しようと画策。さらに、ゴールドマン部長のロボットを製造して、本物とのすり替えを実行した（このアイディアは、後の『地上最強の美女バイオニック・ジェミー』に登場する「フェムボット」につながる）。
また、2人目のサイボーグとして、元レーサーのバーニー・ミラーが登場。彼は、スティーブを上回る700万ドルの費用をかけ、事故で失われた両手・両脚をバイオニック化されていた。だがバーニーは、自分のパワーをコントロールできず精神不安定となり、スティーブは対決を余儀なくされる。バーニーは、その後もう一度登場し、スティーブは再度サイボーグ同士の戦いをするはめになった。
3人目にバイオニック手術を受けたのは、スティーブの婚約者ジェミー・ソマーズ（演：リンゼイ・ワグナー）である。彼女の登場は大変な好評を呼び、続編を経て、スピンオフ作品である『地上最強の美女バイオニック・ジェミー』が制作された。
その他、日本で話題となったエピソードとして、グアム島で横井庄一、ルバング島で小野田寛郎が発見された出来事にヒントを得たと思われる「特攻! 最後の神風」がある。これは、特攻に失敗しジャングルに潜伏していた元日本兵を、スティーブが救出する話だった。
なお、本シリーズには「SOS! 宇宙船救出作戦」などのエピソードで、リー・メジャースの妻だったファラ・フォーセット（当時は、ファラ・フォーセット・メジャース）もゲスト出演している。リーはファラをジェミー役に推薦したが、それは叶わなかった。しかし、ファラはその後『地上最強の美女たち! チャーリーズ・エンジェル』の出演でブレイク。ライアン・オニールと不倫関係となり、リーとは離婚に至った。

## スタッフ
- 製作：フレッド・フリーバーガー、ケネス・ジョンソン
- 製作総指揮：ハーヴ・ベネット
- テーマ音楽：オリヴァー・ネルソン

## キャスト
- スティーブ・オースティン：リー・メジャース（声：広川太一郎）
- オスカー・ゴールドマン部長：リチャード・アンダーソン（声：家弓家正）
- ルディ・ウェルズ博士：アラン・オッペンハイマー／マーチン・E・ブルックス（声：宮川洋一）
- オープニング・ナレーション：浦野光

## サブタイトル
- 第00話「サイボーグ大作戦」［＊パイロット版1］
- 第01話「人間魚雷！レーザー爆破作戦」
- 第02話「超能力対決！サイボーグ対ロボット」
- 第03話「脱出！恐怖のジェット機」
- 第04話「大地震！核爆発2秒前」
- 第05話「殺人超音波！死の脅迫粉砕作戦」
- 第06話「SOS！宇宙船救出作戦」　－ゲスト：ファラ・フォーセット
- 第07話「誘拐！サイボーグ博士を奪回せよ！」
- 第08話「目撃！電子アイ大追跡」
- 第09話「宇宙の謎！イルカとの対話」
- 第10話「不時着！偵察機脱出作戦」
- 第11話「透視！ジャングル大捜査作戦」
- 第12話「マル秘特命！ヒマラヤを登れ」
- 第13話「核ジャック！空中大追跡」
- 第14話「冷凍人間！恐怖の地球帰還」
- 第15話「操縦ミス！決死の盲目飛行」
- 第16話「謀略！狙われた超能力」
- 第17話「緊急輸送！ハイウェイ追撃戦」
- 第18話「謎のUFO！宇宙人襲来」
- 第19話「激突！サイボーグ2号出現」
- 第20話「黄金の男！金塊空輸大作戦」
- 第21話「ミサイル大爆発！核兵器売ります」［＊パイロット版2］
- 第22話「ミサイル大爆発！核兵器売ります」［＊パイロット版2］
- 第23話「挑戦！運命のテスト飛行」
- 第24話「激闘！フォアマン＋サイボーグ」
- 第25話「特ダネ！消えたニュースフィルム」　－ゲスト:ファラ・フォーセット
- 第26話「危機一髪！海底からの脱出」
- 第27話「標的！クーガーを狙え」
- 第28話「特攻！最後の神風」
- 第29話「エスパー対サイボーグ」
- 第30話「跳躍！暗号解読への手綱」
- 第31話「奪還！ゴールドマン・ロボット」
- 第32話「死の恐怖！過去からの帰還」
- 第33話「対決！サイボーグ対国際誘拐シンジゲート」［＊パイロット版3］
- 第34話「対決！サイボーグ対国際誘拐シンジゲート」［＊パイロット版3］
- 第35話「謀略！狙われたサイボーグ」
- 第36話「誕生！バイオニック・ジェミー秘話Part1」［＊Ｂジェミー登場］
- 第37話「誕生！バイオニック・ジェミー秘話Part2」［＊Ｂジェミー登場］
- 第38話「人質奪回！サイボーグ緊急指令」
- 第39話「頭脳流出！哀しみのサイボーグ」
- 第40話「墜落！死のテスト飛行」
- 第41話「盗聴！核融合の謎」
- 第42話「白熱！タッチダウンに賭けろ」
- 第43話「標的！消えたミサイル」
- 第44話「潜入！殺しの波止場」
- 第45話「甘い誘惑！天使に御用心」　－ゲスト・ファラ・フォーセット
- 第46話「狼少年！死への探索行」
- 第47話「甦ったバイオニック・ジェミーPart1」［＊Ｂジェミー登場］
- 第48話「甦ったバイオニック・ジェミーPart2」［＊Ｂジェミー登場］
- 第49話「謀殺！オリンピックの華」［＊Ｂジェミー登場］
- 第50話「時限爆弾！自由の鐘を救え」
- 第51話「激突！もう１人のサイボーグ」
- 第52話「国境線！恐怖の空中脱出」
- 第53話「壊滅！密造組織」
- 第54話「秘密漏洩！スパイは彼だ」
- 第55話「疑惑！二重スパイ」
- 第56話「非行少年！さまよえる青春」［＊Ｂジェミー登場］
- 第57話「特命！老警官プラスサイボーグ」
- 第58話「超能力！透視術の少女」
- 第59話「大地震！宇宙人との遭遇Part1」［＊Ｂジェミー登場］－ゲスト・ステファニー・パワーズ
- 第60話「大地震！宇宙人との遭遇Part2」［＊Ｂジェミー登場］－ゲスト・ステファニー・パワーズ

## 関連作品

### 書籍
『600万ドルの男』シリーズ：ミカサ・ノベルズ（三笠書房）、絶版。以下、マーティン・ケイディン名義のものは、原作者によるオリジナル小説、それ以外は他の作家によるノベライズ版。

#### 未訳
- Cyborg - Martin Caidin (1972)
- Operation Nuke - Martin Caidin  (1973)
- Pilot Error – Jay Barbree （1977）

#### 日本語訳
- 600万ドルの男　未知からの挑戦状 （The Secret of Bigfoot Pass）　マイク・ヤーン著、柴田京子訳　1977年
- 600万ドルの男　国際誘拐シンジケート （The Solid Gold Kidnapping）　イヴァン・リチャーズ著、吉野博高訳　1977年
- 600万ドルの男　サイボーグ4 （The Cyborg IV）　マーティン・ケイディン著、柴田京子訳　1978年
- 600万ドルの男　殺人クリスタル （The High Crystal）　マーティン・ケイディン著、岡山徹訳　1978年
- 600万ドルの男　UFO、宇宙救出作戦 （The Rescue of Athena One）　マイク・ヤーン著、進藤光太訳　1978年
- 600万ドルの男　謎のリモコン人間 （International Incidents）　マイク・ヤーン著、進藤光太訳　1978年
- 600万ドルの男　武器密売ルートをあばけ （Wine, Women and War）　マイク・ヤーン著、柴田京子訳　1979年

### 主題歌
「The Six MIllion Dollar Man」
作詞・作曲：グレン・A・ラーソン / 唄：ダスティ・スプリングフィールド
「ミサイル大爆発! 核兵器売ります」、「対決! サイボーグ国際誘拐シンジケート」で使用された。